# Bernardo di Narbona
Bernardo, Bernat in catalano e Bernardo in spagnolo (prima metà secolo XI – 1077 circa), è stato un nobile franco, visconte di Narbona tra il 1067 alla sua morte.

## Origine
Bernardo, sia secondo l'albero genealogico della Gran enciclopèdia catalana - vescomtat de Narbona, che secondo Thierry Stasser, nel suo La maison vicomtale de Narbonne aux Xe et XIe siècles, Annales du Midi era figlio del Visconte di Narbona, Berengario I, e della moglie Garsenda di Besalu, che, secondo il documento n° 179, delle Preuves de l'Histoire générale de Languedoc: avec des notes et les pièces, Volume 5, era figlia di Toda di Provenza (Garsindem filia quæ fuit Totæ comitissæ).

Berengario I di Narbona, sia secondo l'albero genealogico della Gran enciclopèdia catalana - vescomtat de Narbona, che secondo Thierry Stasser, nel suo La maison vicomtale de Narbonne aux Xe et XIe siècles, Annales du Midi era figlio del Visconte di Narbona, Raimondo I, e della moglie Riccarda di Rodez, che, ancora secondo Thierry Stasser, era figlia di Berengario Visconte di Millau e di Rouergue e della moglie.

## Biografia
Di Bernardo si hanno poche notizie.

La penisola iberica con a nord la viscontea di Narbonaa verso la metà dell'XI secolo

Bernardo, sia secondo l'albero genealogico della Gran enciclopèdia catalana - vescomtat de Narbona, che secondo Thierry Stasser, nel suo La maison vicomtale de Narbonne aux Xe et XIe siècles, Annales du Midi, viene citato come visconte di Narbona e come successore e figlio di Berengario I; secondo Thierry Stasser, Bernardo era già visconte di Narbona, nel 1066, quando il padre era ancora in vita.
Bernardo lo troviamo citato per la prima volta, nel 1048: infatti, secondo il documento n° 227, delle Preuves de l'Histoire générale de Languedoc: avec des notes et les pièces, Volume 5, suo padre, Berengario I, con la moglie, Garsenda e i figli, Raimondo, Pietro e Bernardo(Berengarius praefatus vicecomes et uxor mea Garsindes filiique nostri Raymundus, Petrus et Bernardus) fece una donazione alla cattedrale di Narbona.
Nel 1066, Bernardo, nel documento n° 275, delle Preuves de l'Histoire générale de Languedoc: avec des notes et les pièces, Volume 5, viene citato col titolo di visconte di Narbona (Bernardum Berengarii vicecomitem eiusdem civitatis).
Nel 1067, Bernardo, assieme ai fratelli, Raimondo e Pietro (Raimundus Berengarii, Petrus Berengarii, Bernardus Berengarii filii eorum) sottoscrissero il documento del giuramento di fedeltà dei genitori, come conferma il documento n° 278, delle Preuves de l'Histoire générale de Languedoc: avec des notes et les pièces, Volume 5, che attesta che Berengario I, con la moglie, Garsenda (Berengarius vicecomes et uxor mea Garsindis) prestarono giuramento di fedeltà al conte di Barcellona e Gerona, Raimondo Berengario I di Barcellona (domno Raymundo Berengarii seniori nostro).

Dopo questa data, suo padre, Berengario I, non compare più in alcun documento. Suo fratello, Raimondo, figlio primogenito, gli succedette, come Raimondo II, come conferma Thierry Stasser, nel suo La maison vicomtale de Narbonne aux Xe et XIe siècles, Annales du Midi, riportando che, dopo la morte del padre, fece come visconte di Narbona, assieme alla madre ed ai fratelli, un accordo con l'arcivescovo di Narbona.
Raimondo II fu visconte di Narbona, per poco tempo, in quanto, già, nel 1068 compare citato senza il titolo di visconte in due documenti delle Preuves de l'Histoire générale de Languedoc: avec des notes et les pièces, Volume 5: 
- nel documento n° 287, citato coi figli (Raymundus Berengarius et infantes sui, id est Berengarius clericus et Bernardus Peletus et filia sua Richarda)[11].
- nel documento n° 288, ricordato come figlio di Garsenda (Raymundus Berengarius filius Garsendis)[12].

Bernardo governò la viscontea per una decina d'anni e probabilmente morì nel 1077, in quanto in quella data, non viene citato nel documento n° 327 delle Preuves de l'Histoire générale de Languedoc: avec des notes et les pièces, Volume 5, inerente a una donazione all'abbazia di Cluny, fatta da sua moglie, Fede (Vicecomitissa Narbonæ nomine Fidis).

Gli succedette il figlio primogenito, Aimerico, come conferma il documento n° 339 delle Preuves de l'Histoire générale de Languedoc: avec des notes et les pièces, Volume 5 (vicecomes Narbonensis Aymericus).

## Matrimonio e discendenza
Bernardo, come conferma Thierry Stasser, nel suo La maison vicomtale de Narbonne aux Xe et XIe siècles, Annales du Midi aveva sposato Fede di Rouergue, figlia del conte di Rouergue, Ugo I, e della moglie, Fede di Cerdanya.

Bernardo dalla moglie Fede ebbe quattro figli:
- Aimerico († 1105), Visconte di Narbona[14];
- Ugo († dopo il 1080), citato nel documento n° 339 delle Preuves de l'Histoire générale de Languedoc: avec des notes et les pièces, Volume 5[14];
- Berengario († dopo il 1080), citato nel documento n° 339 delle Preuves de l'Histoire générale de Languedoc: avec des notes et les pièces, Volume 5[14];
- Fede († dopo il 1105), che sposò Pietro, Visconte di Bruniquel, come conferma  il documento n° 424.I delle Preuves de l'Histoire générale de Languedoc: avec des notes et les pièces, Volume 5[17].

### Fonti primarie
- (LA)  Histoire générale de Languedoc avec notes et pièces justificatives, Volume 5.

### Letteratura storiografica
- (FR)  Thierry Stasser, "La maison vicomtale de Narbonne aux Xe et XIe siècles", Annales du Midi, v. 204, 1993.